# Wikki Tourists Football Club
Il Wikki Tourists Football Club è una società calcistica nigeriana con sede nella città di Bauchi. Milita nella Nigeria Premier League, la massima divisione del campionato nigeriano. La squadra gioca le partite casalinghe all'Abubakar Tafawa Balewa Stadium.

## Palmarès

### Club

#### Competizioni nazionali
- Nigerian FA Cup: 1

1998
- Nigeria National League: 1

2011

### Altri piazzamenti
- Campionato nigeriano:

Terzo posto: 2016